# 西班牙國土政策部
西班牙领土政策部是国家行政总局的一个部门，负责提议和执行西班牙政府与自治区和权力的实体的关系与合作的政策与国家的领土组织有关； 以及与政府代表团和分代表团的关系以及对其管理的支持。
自 2021 年七月起，伊莎贝尔·罗德里格斯·加西亚 (Isabel Rodríguez García) 任命为其部长。

## 历史
此前它是第九届议会的一个部级部门（萨帕特罗，2008-2011 年），拥有领土政策方面的权力。 2009年4月部制改制后设立，2010年10月部制改制后撤销。
政府关于与自治区和组成地方行政机构的实体以及与国家领土组织有关的实体的关系与合作的政策的建议和执行；以及与政府代表团和分代表团的关系以及对其管理的支持。 
- 自治区与国家之间的合作。
- 领土规划。
- 与政府代表团和分代表团的关系。
- 与西班牙地方行政和领土组织有关的一切

## 在任部长
| 开始              | 结尾     | 姓名                       | 党派 | 党派 |
| ----------------- | -------- | -------------------------- | ---- | ---- |
| 2021 年7 月 12 日 | 当前在任 | 伊丽莎白·罗德里格斯·加西亚 |      |      |

## 结构
该部门的结构如下： 
- 国土政策大臣。
  - 国土协调总秘书处，副部长级。
    - 自治和地方合作总局。
    - 自治和地方法律制度总局。
    - 国家总局领土总局。
- 领土政策副秘书处。
  - 技术总秘书处。
- 部长内阁。